# 小行星5476
小行星5476（英語：5476 Mulius）是一颗围绕太阳公转的小行星。1989年10月2日，舒爾特·巴斯在托洛洛山发现了此天体。
这颗小行星的绝对星等为96.61009等。小行星5476以希臘神話的人物穆利烏斯（Mulius）命名。